# ويليام يو
ويليام يو (بالإنجليزية: William Yeo)‏ هو فلاح أسترالي، ولد في 1 مايو 1896، وتوفي في 9 ديسمبر 1972.